# شهر الرحمه
ششمین ماه از ماه های سال 361 روزه آیین بیانی است که توسط سید علی محمد باب در کتاب چهارشآن به آن اشاره شده است .
- الأسماء کلشیئ - چهار شآن

همچنین
ششمین ماه از ماه‌های ۱۹گانه در گاه‌شماری بهائی است که مثل همه ماه‌های این گاه‌شماری دارای ۱۹ روز می‌باشد.

## مرگ‌ها
اعدام سیدعلی محمد شیرازی شانزدهم ماه رحمت سال اول تقویم بدیع بیانی
کشته شدن سید یحیی دارابی ملقب به وحید اکبر در قیام بابی های نیریز - هفدهم ماه رحمت سال اول تقویم بدیع بیانی